# Anfilogino Guarisi
Anfilogino Guarisi (São Paulo, 1905. december 26. – São Paulo, 1974. június 8.) brazil és olasz válogatott világbajnok labdarúgó, csatár.

## Pályafutása

### Klubcsapatban
1922-ben a Portuguesa csapatában kezdte labdarúgó pályafutását. 1924 és 1929 között a Paulistano játékosa volt és három São Paulo-i bajnokságot nyert a csapattal. 1929 és 1931 között a Corinthians együttesében szerepelt. 1931-ben Olaszországba szerződött a Lazio együtteséhez, ahol öt idényen át szerepelt. 1936-ban visszatért Brazíliába és ismét a Corinthians játékosa lett. 1938 és 1940 között a Palestra Itália együttesében játszott és itt fejezte be az aktív labdarúgást.

### A válogatottban
1925-ben négy alkalommal szerepelt a brazil válogatottban és egy gólt szerzett. Tagja volt az 1925-ös Copa América tornán ezüstérmet szerzett csapatnak. 1932-ben kétszeres olasz B-válogatott volt és egy gólt ért el. 1932 és 1934 között hat alkalommal szerepelt az olasz labdarúgó-válogatottban és egy gólt szerzett. Tagja volt az 1934-es világbajnoki címet nyert csapatnak.

## Sikerei, díjai
Brazília
- Copa América
  - ezüstérmes: 1925, Argentína

 Olaszország
- Világbajnokság
  - aranyérmes: 1934, Olaszország
- Európa kupa
  - győztes: 1933–35

 Paulistano
- São Paulo-i bajnokság (Campeonato Paulista)
  - bajnok: 1928, 1929, 1930